# Anastatus osmyli
Anastatus osmyli is een vliesvleugelig insect uit de familie Eupelmidae. De wetenschappelijke naam is voor het eerst geldig gepubliceerd in 1927 door Girault.